# Luiz Morier
Luiz Morier (Rio de Janeiro, 13 de Setembro de 1951) é um fotojornalista brasileiro. Morier começou a carreira de repórter-fotográfico no extinto jornal Última Hora, em 1977.  e trabalhou como freelancer no Estadão. Também teve 2 grandes passagens pelo O Globo quando passou a ser muito reconhecido. No Jornal do Brasil trabalhou mais de 25 anos. Nos últimos anos continua contribuindo com suas fotos, e participando como jurado em prêmios importantes.

## Reconhecimento
Vencedor do Prêmio Esso por duas vezes, com as fotos "Todos Negros" (1983) e "Inferno no Paraíso" (1993).